# Svízel syřišťový
Svízel syřišťový (Galium verum) je užitková a léčivá rostlina z čeledi mořenovitých.

## Popis
Vytrvalá bylina až 100 cm vysoká s čtyřhrannými, zaoblenými olistěnými lodyhami. Úzké, čárkovité, na okrajích podvinuté listy jsou uspořádané v přeslenech po osmi až po dvanácti. Dosahují rozměru až 2×20 mm. Na líci jsou hladké a tmavě zelené, na rubu obrvením bělavé s patrnou středovou cévou. Květní laty s množstvím žlutých, medově vonících květů vyrůstají ze stopek rostoucích z úžlabí listenů. Květ je drobný, žlutý, čtyřčetný, oboupohlavný, rozkvétá v plném létě. Plodem je dvounažka.

## Výskyt
Druh s rozsáhlým areálem, který zahruje většinu mírného pásu Eurasie, od Atlantiku až po Japonsko. Zavlečen byl též do obou Amerik. K růstu preferuje světlejší lokality s mírně kyselou a živinami chudší půdou. Typickými stanovišti jsou suché trávníky, křoviny a lesní lemy, lze jej najít též na železničních náspech, na písčinách či v borových lesích.

## Využití

### Obsahové látky
- glykosidy galiosin, rubiadinglykosid a asperulosid
- enzym parachymosin, pryskyřici, saponiny, silici třísloviny.
- minerály[3][4][5]

### Léčitelství
Sbírá se kvetoucí nať.
- Ve formě nálevu nebo krátce vařeného odvaru má silné močopůdné účinky a snižuje chuť k jídlu.
- Ve formě žvýkání čerstvé nebo spařené nati po usušení, jako lék dutiny ústní.
- Ve formě kašovitých obkladů nebo masti zevně na klouby, kožní záněty, nehojící se vředy.[3]

### Potravinářství
Rostlina obsahuje enzym parachymosin, který se využívá jako syřidlo při výrobě sýrů. Z tohoto využití je odvozen českojazyčný název a odůvodněn jeho pravopis. Při použití svízele syřišťového získává sýr krásnou žlutou barvu.